# Reisdorf (Lussemburgo)
Reisdorf (lussemburghese: Reisduerf) è un comune del Lussemburgo orientale. Fa parte del cantone di Diekirch, nel distretto omonimo. Si trova lungo il corso del fiume Sauer.
Nel 2005, la città di Reisdorf, capoluogo del comune che si trova al centro del suo territorio, aveva una popolazione di 479 abitanti. L'altra località che fa capo al comune è Hoesdorf.